# Kerekesszék
A kerekesszék (elavultan: tolókocsi vagy tolószék) egy egészségügyi segédeszköz, ami a járni nem vagy csak nehezen tudók mozg(at)ását segíti. Azoknak, akik ülni sem tudnak, kerekes ágyak is készülnek. Ezeket az eszközöket betegek szállítására is használják a kórházakban.
Az eszköznek léteznek kézzel, valamint elektromos motorral hajtott változatai is. Hátul fogantyúk találhatók rajtuk, amelyekkel tolni lehet őket.

## Megnevezése
Habár a tolókocsi megnevezés egyesek szerint elavult, régies és ódivatúnak számít, mások szerint jobb megnevezés, mert jobban illeszkedik a magyar nyelv logikájába, valamint máig közismertebb és általánosan elterjedtebb, mint a kerekesszék. A Magyar Helyesírási Szabályzat 2015-ös kiadásáig a kifejezés két szóba írva számított helyesnek, 2015 óta viszont a kerekesszék egybeírandó. Azonban van javaslat még egy elnevezésre is: görszék.

## Története

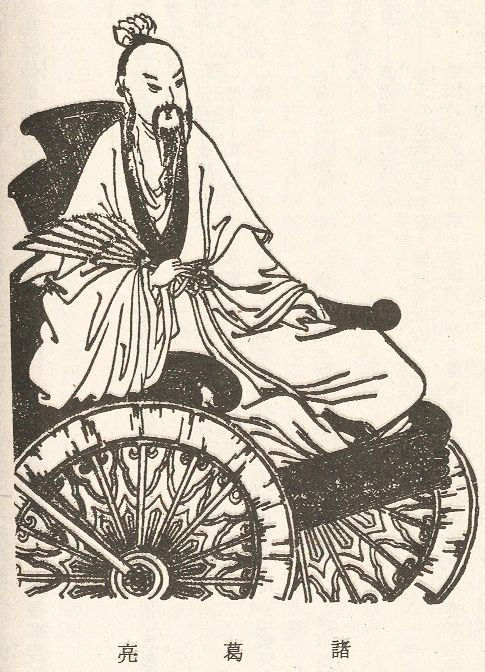
Ókori kínai kerekesszék

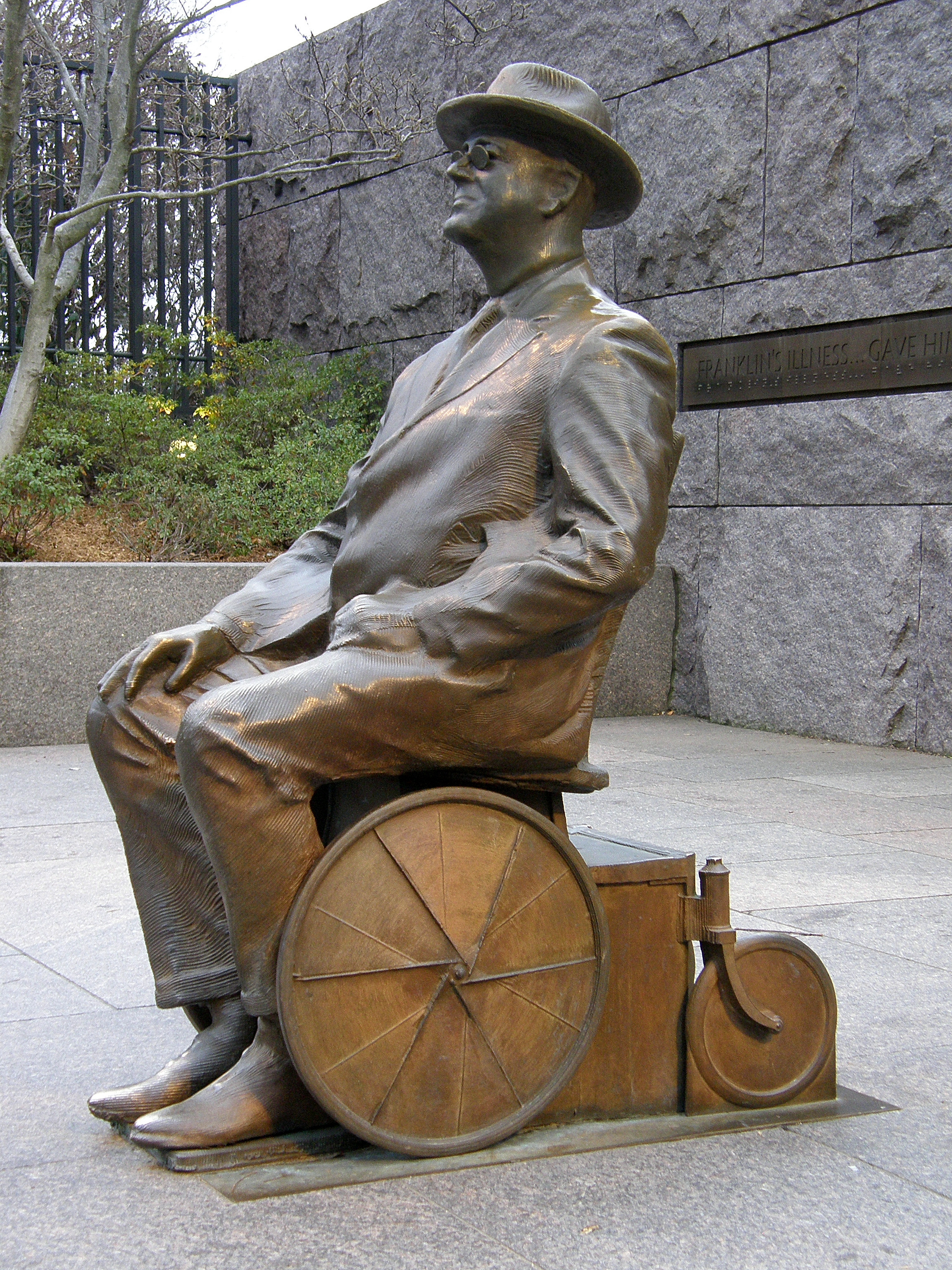
Franklin D. Roosevelt amerikai elnök kerekesszékes szobra (Washington D.C.)

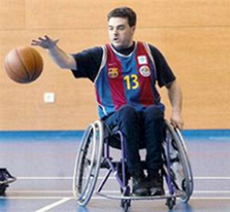
Kerekesszékes sportoló

Legelső említése Kínából származik, a 6. századból. Európában a német reneszánsz idején jelent meg. II. Fülöp spanyol királynak is volt kerekesszéke állítható fej- és lábtámasszal. Stephan Farfler órás 1655-ben épített kerekesszékét a benne ülő hajthatta. Az első szabadalmat 1869-ben nyújtották be az Amerikai Egyesült Államokban. Az első könnyű, összecsukható kerekesszéket Harry Jennings és barátja, Herbert Everest gépészmérnökök 1933-ban építették, miután Everest egy bányabalesetben eltörte a gerincét, és lebénult. Meglátták találmányukban a lehetőséget, céget alapítottak, és tömegtermelésbe kezdtek.

## Típusai
A legegyszerűbb kézi hajtású típusok ülésből, láb- és háttámlából, kartámaszból, fogantyúból és négy kerékből állnak, amelyek közül az elülsők kisebbek, a hátsók nagyobbak. A kerekek lehetnek tömlős vagy tömör gumival küllős vagy lemezes tárcsára szerelve. A kerekesszékek több típusa ezt az alapfelépítést variálja, de alkalmazkodik használója igényeihez. Így állítható a magasság, az ülés szöge-szélessége, a lábtámaszok, és más fontos részek biztosítják a használó kényelmét.
A mindennapi használatra tervezett segédeszközök merev vázas és összecsukható kerekesszékekre oszthatók fel. A merev székekben kevés a mozgó rész és sok a tartósan rögzített kapcsolat. Ez csökkenti a hajtásához szükséges energiát, mert részei csak kevés ponton mozdulhatnak el egymáshoz képest. A kapcsolatok rögzítése lehetővé teszi, hogy a szék könnyebb legyen. Ezeknél a székeknél a háttámasz lehajtható, és a hátsó kerekek könnyen fel- és leszerelhetők; ez segít abban, hogy beférjen egy autóba.
Egyes merev modellek ultrakönnyű anyagokból készülnek, például alumínium és magnézium vagy titánötvözetból. Némelyik gyártó ultrakönnyű kerekesszékekre specializálódott. A párnázott műanyag lengéscsillapítók lehetnek az első vagy a hátsó kerekeken. Sokféle kiegészítő érhető el, mint pl. biztonsági öv, szeméttől védő korlát, sárvédő, extra támaszok a végtagok és a nyak számára, ruhavédők, hely a mankók-botok számára, italtartók.

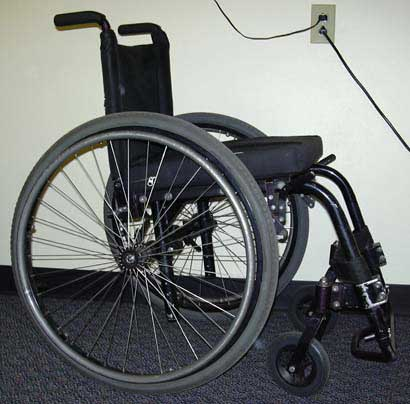
Standard kocsi

Készítenek könnyű, összehajtható székeket négy kis kerékkel, betegszállítás céljára, vagy hogy némi mozgásteret adjanak az otthonon kívül. Ezeket egy személy tudja tolni. A szocialista vezetésű Magyarországon az OEP társadalombiztosító nehéz, nagy kerekű, a bent ülő által is hajtható betegszállító kerekesszékeket fizette a rászorulóknak, vagy ennek árával támogatja kerekesszék vásárlását. Ezt „standard kocsi”-nak nevezik. Ezt bírálták is, mivel ez a típus csak kis mozgásszabadságot ad. A második Orbán-kormány 2010-ben létrehozta a Nemzeti Egészségbiztosítási Alapkezelőt, amely pályázat alapján már elektromos kerekesszék beszerzését is támogatja a rászorulóknak. Ezzel szemben a felső végtagi sérültek, amputáltak hasonló pályázatait műkézre, műkarra és más segédeszközökre a Nemzeti Egészségbiztosítási Alapkezelő elutasítja, mondván, a felső végtagi amputáltak nem számítanak mozgássérültnek, így szinte semmilyen támogatásra nem jogosultak.
A gyártók különböző keréktípusokkal kísérleteznek, amik nagyobb mozgásszabadságot biztosíthatnak használójuknak.

### Kézzel hajtott típusok
A kézzel hajtott kerekesszékek emberi erőt igényelnek működésükhöz. Többségük összehajtható, hogy könnyebb legyen tárolni vagy szállítani őket.
Rendszerint a bent ülő hajtja őket a kerekeken levő hajtókarikák forgatásával. Kerekeik nagyok, a kerékpárkerekekre emlékeztetnek, legtöbbször 24"-osak. A tapasztalt használók képesek kanyarodni, a sebességet szabályozni, és a hátsó kerekeken egyensúlyozni. Ez az utóbbi nemcsak ügyességi mutatvány, hanem azt is lehetővé teszi, hogy a kerekesszékkel átkeljenek kisebb akadályokon, például a járdaszegélyen.
Léteznek félkézzel hajtható kerekesszékek is. Ezeken az egyik oldali keréken két hajtókarika van. Általában a nagyobb hajtókarika tartozik az ellenkező oldali kerékhez. Ha használója mindkét karikát forgatja, akkor egyenesen előre vagy hátra halad; ha az egyiket gyorsabban forgatja, akkor kanyarodik. Egyes kerekesszékek lábbal is hajthatók.
Egyes kerekesszékek arra készültek, hogy egy segítő tolja vele a bent ülőt. Ilyenek a betegszállító kerekesszékek, vagy a repülőtereken felbukkanó szállítóeszközök. Akkor használják őket, amikor nincs jobb választás, például kórházban, ideiglenes jelleggel, vagy ha éppen a használó saját kerekesszéke nincs kéznél, vagy képtelen a kerekesszék hajtására. Ezeket hívják kísérő által mozgatott kerekesszékeknek.A repülőtereken a szűk folyosókon segítik át az utasokat.
Általános szabály, hogy minél könnyebb és testre szabhatóbb egy kerekesszék, annál drágább. Az olcsó típusok nehezek, és inkább ideiglenes használatra valók. A nagyobb gyártók könnyebb, kényelmesebb kerekesszékeket gyártanak állandó használatra. A többféle kiegészítővel ellátott ultrakönnyű típusok a legdrágábbak.

### Elektromos kerekesszékek

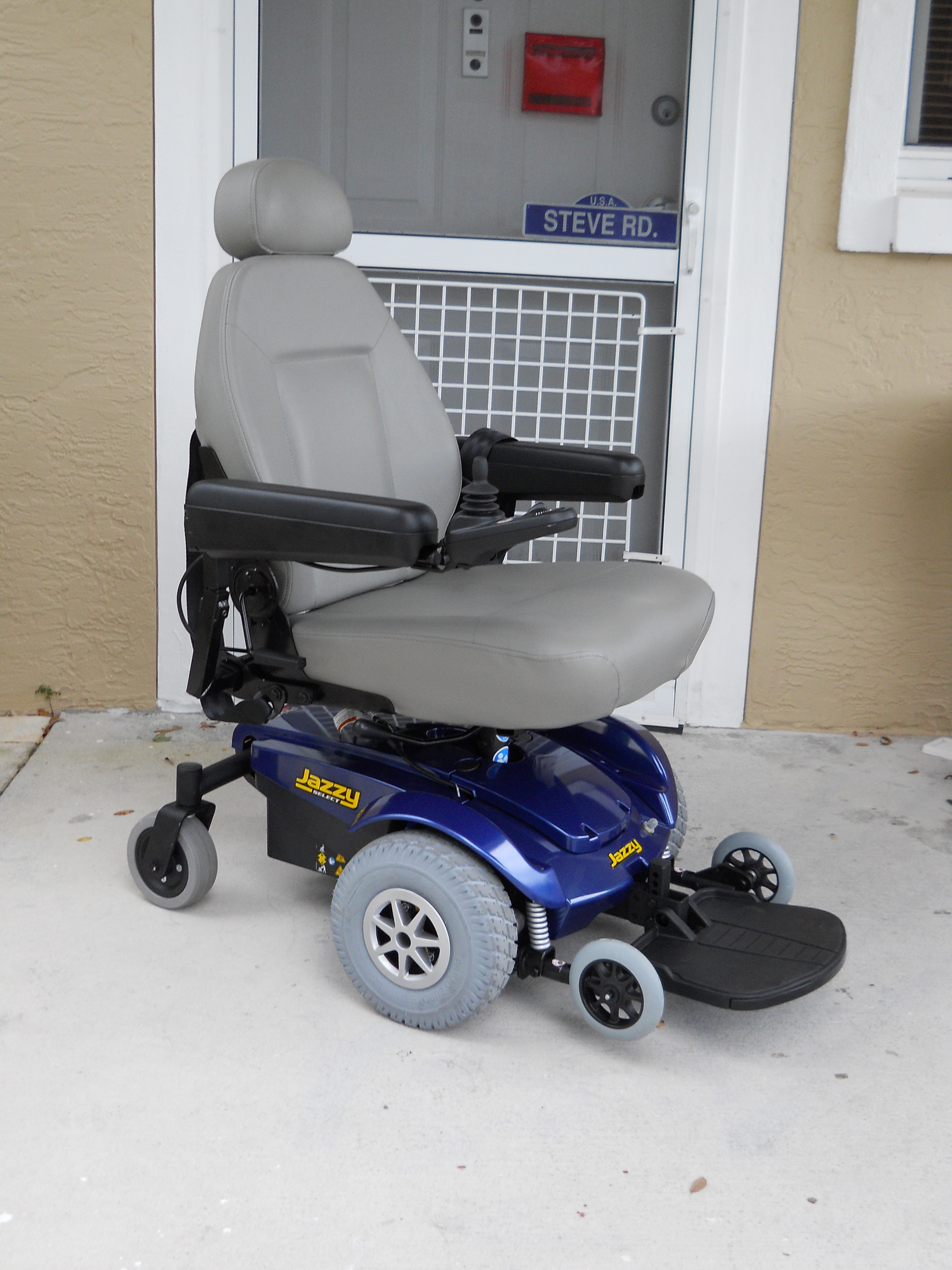
Modern, akkumulátorral hajtott kerekesszék

Minden segédeszköz választása kompromisszum a legyőzhető nehézségek és meglévő képességek között. Sok kézzel hajtott kerekesszék olyan kialakítású, hogy akadályozza használóját a mozgásban. Egy ember egy napon át max. 80 wattos folyamatos teljesítmény leadására képes. Egy kerékpáros két órán át 130 wattot teljesít. A kerekesszéket használóknak 10-450 wattot (átlagban 210 wattot) kellene teljesíteniük a mozgáshoz.
Az elektromos kerekesszékeket elektromos áram hajtja, és különböző vezérlőeszközökkel irányíthatók. A joysticket a felhasználó különböző testrészeivel mozgathatja; a kézzel mozgathatók mellett léteznek állal, vagy fejmozdulatokkal mozgatható joystickek is. Újabban felbukkantak gondolattal kormányozható kerekesszékek is.
Feltalálója, George Klein a második világháborúban megsebesültek számára készítette az első elektromos kerekesszékeket.
Nemcsak azoknak hasznos, akiknek gyenge a felsőtestük, hanem azoknak is, akik nagy távolságot akarnak megtenni kerekesszékkel. Szívbetegek és krónikus fáradtságban szenvedők is használhatják.
A legtöbb elektromos kerekesszék merev vázú és négy kerekű. Kerekeik kisebbek, mint a kézzel hajtottaké, hiszen a kerekeket nem kell a bent ülőnek elérnie és forgatnia. A négykerekű kerekesszékek lehetnek elülső, hátsó vagy összkerékmeghajtásúak, a hatkerekűek lehetnek elülső, középső, hátsó, elülső-hátsó, vagy összkerékmeghajtásúak. Az alváz tartalmazhat olyan alkatrészt, amivel az egyes kerekek 10 cm-rel le-, vagy felengedhetők. Ez segíthet átkelni az akadályokon.
Egyes kézzel hajtott kerekesszékeket kisegítő elektromos meghajtással láttak el. Kísérleti célokkal építettek lánctalpas kerekesszékeket is, de ezek nem kerültek forgalomba.
A különféle kísérletek más mozgássegítő eszközök kifejlesztéséhez vezettek, mint pl. a mozgássegítő kisautó vagy a hernyótalpas lépcsőnjáró.
Az elektromos kerekesszékek motorja legfeljebb 24 voltos feszültségű, 4-5 amper erősségű árammal üzemel. Ezt cserélhető nyitott (savas), vagy zárt (zselés) akkumulátorok biztosítják, de ma inkább a zárt szerkezetűt részesítik előnyben. Egy ilyen akkumulátor 8-12 óra alatt kényelmesen házilag is feltölthető. A repülőgépekre nem vihető savas akkumulátor; ott az ilyet kiveszik és elcsomagolják, a kerekesszék számára pedig speciális eszközökkel biztosítják az áramot.

#### A 12V 50Ah elektromos kerekesszékbe való gondozásmentes akkumulátor műszaki adatai[10]
- Feszültség: 12V
- Kapacitás: 50Ah
- Méretek/db: 190*158*170mm (szélesség, mélység, magasság) (A méret 1db 12V 50Ah akkumulátorra vonatkozik)
- Súly:15,3Kg
- Felépítés: SLA (Sealed Lead Acid) gondozásmentes

### Speciális típusok
Léteznek speciális kerekesszékek, amik használójukat állás közben is meg tudják támasztani.
Egy átlagos kerekesszék nem bír el 115 kg-nál többet, ezért, ha az eszköz nagyobb súlynak lesz kitéve, akkor megnövelt teherbírású kerekesszékre van szükség.
Készülnek olyan változatok is, amelyek megtámasztják a térd alatt a sérült lábat, és az ép lábbal hajthatók.
Kis termetű egyének számára és gyerekeknek kis méretű kerekesszékeket gyártanak. Itt figyelembe veszik, hogy a gyerekek nem kis felnőttek, így a kerekesszék sem lehet csupán egy lekicsinyített példány. Már egy-kétéves gyerekek is áttehetők a babakocsiból a kerekesszékbe, hogy könnyebben felfedezzék és megismerhessék a világot. A kerekesszék használata nem jelenti azt, hogy a gyerek nem fog megtanulni járni.
Egyes kerekesszékeket arra terveztek, hogy használójuk egyenetlen talajon, homokon tudjon közlekedni, és vízbe tudjon velük hajtani, majd ott el tudja hagyni. A mozgássérültek könnyebben tudnak a vízben mozogni, mint a szárazon. Európa több országában az akadálymentes turizmus keretében ingyen biztosítanak ilyen kerekesszékeket a strandokon.
Készülnek kerekesszékek a mosdás, vécézés, testápolás megkönnyítésére is, ezek általában kombinált típusok azaz fürdető és WC-s székek, önhajtós vagy kísérő által mozgatott kivitelben.
Egyes típusok lehajtható hátlapja megkönnyíti, hogy használója az ágyból a kerekesszékbe jusson. Miután átjutott, vagy áttették, a háttámla felállításával használója felülhet. A mozgás megkönnyítésére gyakran tartalmaznak támaszokat, vagy felfújható matracot. Ezt a mozgatást egyes kerekesszékek elektromos eszközökkel is támogatják. Ehhez az átüléshez biztos alap kell, ezért ezek a kerekesszékek nagyobbak, nehezebbek, és kisebb mozgásszabadságot adnak, mint társaik. Ehhez képest drágábbak is a többi típusnál, mivel ehhez a mozgatáshoz a megszokottnál bonyolultabb felépítésre van szükség.

### Sport célú kerekesszékek

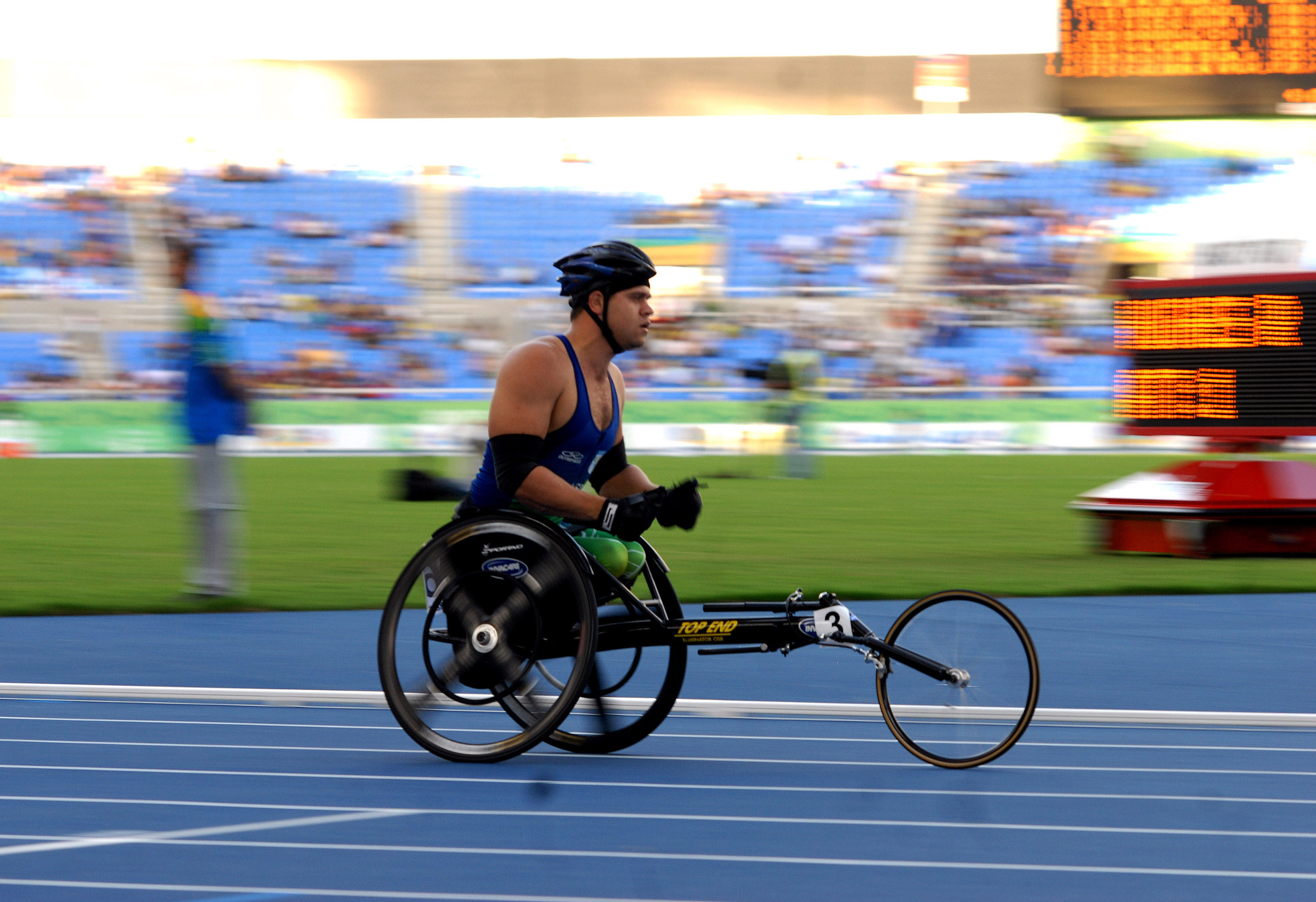
Verseny kerekesszék

A mozgássérült sportolók speciális kerekesszékeket használnak a gyors mozgást igénylő sportokhoz, például a rögbihez, a kosárlabdához, a versenyfutáshoz és a teniszhez. A kerekesszékes futball már önálló sportág, saját szabályokkal. Minden sporthoz más kerekesszék kell. Ezek alig emlékeztetnek mindennapos használatra szánt társaikra; vázuk a merev vázas kerekesszékekénél is merevebb, ultrakönnyű kompozitból készülnek, és üreg van rajtuk a kerekeknek, ami lehetővé teszi az éles kanyarok bevételét. A sport célú kerekesszékeket nem is szokták a sport területén kívül használni; a sportolók játék, vagy edzés után egy általános célú kerekesszékbe ülnek vissza.

## Szabványok
Az EN ISO 9999 (2011) „Technikai segítség a fogyatékos emberek számára – osztályozás és terminológia“ a kerekesszékeket a 12-21 csoportokba sorolja be; ez 11 alcsoport.
További szabványok:
- DIN 13240-1 Kerekesszékek; felosztás 12/1983-as kiadás
- DIN 13240-2 Kerekesszékek; fogalmak 12/1983
- DIN 13240-3 Kerekesszékek; méretek 08/1994
- DIN EN 12183 Izomerővel hajtott kerekesszékek – követelmények és vizsgálati módszerek
- DIN EN 12184 Elektromos kerekesszékek, mobilok és akkumulátoraik – követelmények és vizsgálati módszerek
- DIN ISO 6440 Kerekesszékek; elnevezések, fogalmak (1985)
- DIN ISO 7176-1 Kerekesszékek; meghatározások
- DIN ISO 7193 Kerekesszékek – maximális összméret

## Fordítás
- Ez a szócikk részben vagy egészben  a   Wheelchair című angol Wikipédia-szócikk ezen változatának fordításán alapul.  Az eredeti cikk szerkesztőit annak laptörténete sorolja fel. Ez a jelzés csupán a megfogalmazás eredetét és a szerzői jogokat jelzi, nem szolgál a cikkben szereplő információk forrásmegjelöléseként.
- Ez a szócikk részben vagy egészben  a   Motorized wheelchair című angol Wikipédia-szócikk ezen változatának fordításán alapul.  Az eredeti cikk szerkesztőit annak laptörténete sorolja fel. Ez a jelzés csupán a megfogalmazás eredetét és a szerzői jogokat jelzi, nem szolgál a cikkben szereplő információk forrásmegjelöléseként.
- Ez a szócikk részben vagy egészben  a   Rollstuhl című német Wikipédia-szócikk ezen változatának fordításán alapul.  Az eredeti cikk szerkesztőit annak laptörténete sorolja fel. Ez a jelzés csupán a megfogalmazás eredetét és a szerzői jogokat jelzi, nem szolgál a cikkben szereplő információk forrásmegjelöléseként.